# 四渎三
四渎三（麒麟座13），又名BD+07 1337，HD 46300、SAO 114034、HR 2385，是麒麟座的一颗恒星，视星等为4.5，位于銀經204.3，銀緯-0.75，其B1900.0坐标为赤經6h 27m 29.7s，赤緯+7° -0.75′ 23″。